# Carole Howald
Carole Howald, född 29 mars 1993 i Bern, är en schweizisk curlingspelare som representerar det schweiziska landslaget.

## Biografi
Carole Howald medverkade vid de olympiska vinterspelen 2022 där hon och laget kom på en fjärde plats. Hon har medverkat i åtta VM-turneringar och sex europamästerskap. I VM har hon tagit sex guld och ett silver och i EM har hon tagit tre guld och ett silver.